# 王昶 (三國)

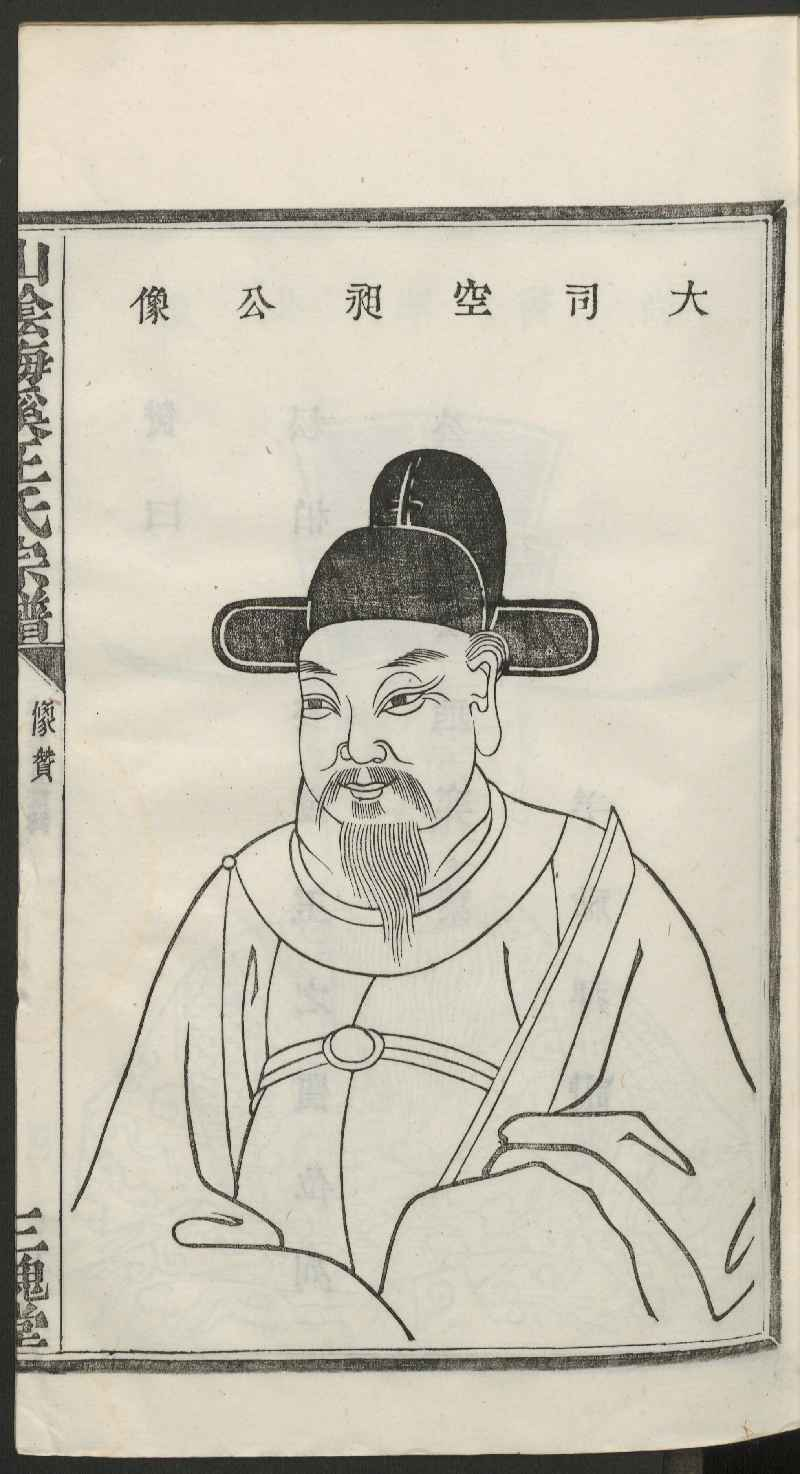
王昶

王昶（2世紀—259年），字文舒，太原郡晋阳县（今山西省太原市）人，东汉、曹魏官员。

## 生平
王昶少年时与同郡人王凌齐名。成年後曾任太子曹丕的文学，曹丕即位后历任散骑侍郎、洛阳典农、兖州刺史。曹叡即位加扬烈将军、封关内侯。王昶擔任兗州刺史後雖然不在朝中，但仍然心繫朝廷，認為曹魏繼承了秦漢兩代法制嚴苛而瑣碎的缺點，應修改國典才能令治化大行於全國，於是寫了《治論》和《兵書》上奏朝廷。

### 守戰東吳
青龍四年（236年），曹叡下令公卿要推舉一位賢才，太尉司馬懿賞識王昶並推舉王昶。至正始年間，王昶轉任徐州刺史，封武观亭侯，後又遷任征南將軍，假節都督荊豫諸軍事。王昶上任後因征南將軍治所宛城離南部邊境重鎮襄陽三百多里，諸軍屯駐地離散而水軍在宣池，一旦東吳進攻，軍隊可能趕不及支援；因而上表改駐新野，在二州境內集中訓練水軍，並推廣耕作，令穀倉十分充實。
嘉平二年（250年），東吳嫡庶之爭完結，驃騎將軍朱據被流放賜死，王昶認為孫權流放良將，是出戰時機，於是上奏征吳，於是派新城太守州泰襲巫、柹歸和房陵，荊州刺史王基攻夷陵，而王昶則親自率軍進攻江陵，並以竹篾製的粗索帶結成橋樑渡過長江進攻，擊敗吳將施績，後又設伏兵引施績進攻，大敗吳軍，並殺吳將鍾離茂、許旻，運著大量戰利品回師。王昶因功升任征南大將軍、儀同三司，進封京陵侯 。嘉平四年（252年），王昶上呈進攻東吳的計劃，同時鎮東將軍諸葛誕、征東將軍胡遵和鎮南將軍毌丘儉都進獻攻吳之計，司馬師接納進攻的意見並命令三道進攻東吳，由王昶進攻南郡，但因東吳太傅諸葛恪在東興擊敗胡遵、諸葛誕軍，王昶唯有撤退。

### 助平叛亂
正元二年（255年），毌丘儉和文欽在壽春發動叛乱，王昶因曾派兵對抗毌丘儉而有功，獲升任骠骑将军。甘露二年（257年），諸葛誕在壽春叛亂，並向東吳求援，王昶則領兵據守夾石對江陵施加壓力，令當地守將施績和全熙等不能抽身到壽春支援諸葛誕。甘露三年（258年）壽春被攻破，諸葛誕被殺，王昶因功獲增食邑一千戶，升任司空，繼續持節都督荊豫諸軍事。次年六月逝世，諡穆侯，葬於洛陽。

## 轶闻
- 据《三国志·方技传》载，相术士朱建平曾失算了王昶的前程。[6]
- 同時王昶亦是漢趙開國皇帝劉淵的恩人。[7]

## 家族

### 父
- 王澤，東漢代郡太守

### 儿子
- 王渾（223年生），西晉司徒、录尚书事、京陵元公
- 王（？年生），弟王淪卒，作《表德論》，以述其弟遺美[8]
- 王沦（233年生），王渾中子，曹魏大将军参军
- 王深（？年生），冀州刺史[9]
- 王湛（249年生），西晋汝南太守、关内侯

### 孙子
- 王濟，王渾子
- 王承，王湛子，東海國內史

### 后裔
日本《新撰姓氏录》中记载山田宿祢、山田連、山田造、長野連、志我閇連、三宅史等氏族自称王昶的后裔，主要分布于河内国。

## 延伸阅读
[在维基数据编辑]
 《三國志·卷27》，出自陳壽《三國志》

| 前任： 諸葛誕 | 曹魏司空 258年－259年 | 繼任： 王觀 |